# Stephan V. (Papst)
Stephan V. (VI.) († 14. September 891 in Rom) war Papst von 885 bis zu seinem Tode.

## Leben
Er stammte aus einer stadtrömischen Adelsfamilie und wurde im September 885 Papst. Unmittelbar nach seiner Wahl wurde der Lateranpalast geplündert. Stephan V. war möglicherweise noch im jugendlichen Alter, da berichtet wird, dass er sich das Geld für die notwendigen Reparaturen von seinem Vater leihen musste. Nach dem Tode Kaiser Karls III. war er gezwungen, Guido von Spoleto zum Kaiser zu krönen.

## Zählung
In einer alternativen Zählung wird der zum Papst gewählte, aber noch vor seiner Bischofsweihe verstorbene Priester Stephan (II.) als Papst anerkannt. In Folge werden alle weiteren Päpste dieses Namens mit einer höheren Nummer gezählt, also Stephan V. als Stephan VI. – in Fachliteratur wird zur Vermeidung von Missverständnissen oft die Schreibweise Stephan V. (VI.) verwendet.